# Hanszong Egyetem állomás
Hanszong (Hanseong) Egyetem állomás , másik nevén Szamszongjo (Samseongyo) állomás (삼선교역) a szöuli metró 4-es vonalának állomása, mely Szöul Szongbuk-ku (Seongbuk-gu) kerületében található.

## Viszonylatok
| 4-es vonal                                                | 4-es vonal                | 4-es vonal                                  |
| --------------------------------------------------------- | ------------------------- | ------------------------------------------- |
| Szongsin (Seongsin) Női Egyetem Tanggoge (Danggogae) felé | személy- és expresszvonat | Hjehva (Hyehwa) Anszan (Ansan) és Oido felé |